# Aethalura submuraria
Aethalura submuraria là một loài bướm đêm trong họ Geometridae.